# Psittacanthus roldanii
Psittacanthus roldanii är en tvåhjärtbladig växtart som beskrevs av Kuijt. Psittacanthus roldanii ingår i släktet Psittacanthus och familjen Loranthaceae. Inga underarter finns listade i Catalogue of Life.